# 최명경 (배우)
최명경(1974년 8월 28일 ~ )은 대한민국의 배우이다.

## 학력
- 명지전문대학 연극영상학과

## 출연작

### 영화
- 《고치방》 (2011년) - 이 반장 역
- 《사물의 비밀》 (2011년) - 우상 부 역
- 《완득이》 (2011년) - 과거 캬바레 취객 1 역
- 《우리 이웃의 범죄》 (2011년) - 사채업자 역
- 《꽃님이》 (2010년) - 신랑 역

### 드라마
- 《아내 사직서》 (2025년, 웹드라마) - 강석호 회장 역
- 《해치》 (2019년, SBS)
- 《동네변호사 조들호》 (2016년, KBS2)
- 《힐러》(2013년, KBS2)
- 《빠스껫 볼》 (2013년, tvN)
- 《KBS 드라마 스페셜 - 기묘한 동거》 (2013년, KBS2) - 성폭행범 역
- 《KBS 드라마 스페셜 - 내 낡은 지갑 속의 기억》 (2013년, KBS2) - 박 사장 역
- 《아이두 아이두》 (2012년, MBC) - 염나리의 비서 역
- 《정글피쉬 2》 (2010년, KBS2) - 이상용 역
- 《로비스트》 (2007년, SBS)
- 《한성별곡》 (2007년, KBS2) - 공행수 역
- 《달려라 고등어》 (2007년, SBS)
- 《포도밭 그 사나이》 (2006년, KBS2) - 박홍철 역
- 《KBS 드라마시티 - 그들의 진실》 (2006년, KBS2)
- 《굿바이 솔로》 (2006년, KBS2)
- 《KBS 드라마시티 - 트렁크드라마》 (2006년, KBS2)
- 《MBC 베스트극장 - 그림자놀이》 (2004년, MBC)

### 연극
- <<아버지와 나와 홍매와>> 정씨역(2020년)
- <<아몬드>> (2019년)
- 《싸이코패스는 고양이를 죽인다》 (2016년) - 남편 역
- 《아버지와 나와 홍매와》 (2016년) - 정씨 아저씨 역
- 《하드보일드 멜랑콜리아》(2014년)-취조자 역
- 《작은새》 (2010년) - 현수 역
- 《민자씨의 황금시대》 (2008년)-남실장 역

### 뮤지컬
- 《공동경비구역 JSA》 (2013년) - 오경필 역
- <뮤지컬 아리랑> (2015년)-지삼출 역
- <뮤지컬 아리랑>(2017년)-지삼출 역
- <빌리 엘리어트>(2017년)-아버지 역